# Aviation de la police au Royaume-Uni
L’aviation de la police au Royaume-Uni fournit à la police britannique une unité de soutien aérien pour l’aider dans ses poursuites, sa surveillance et son suivi. Tous les vols de la police en Angleterre et au pays de Galles relèvent du National Police Air Service (en) (NPAS), tandis que les services de police en Écosse et de police d'Irlande du Nord gèrent des unités indépendantes.
Alors que par le passé, seules quelques unités exploitaient des avions à voilure fixe, le NPAS en introduit 4 pour renforcer la flotte nationale. Ces avions légers permettent également de prolonger le temps de vol et de réduire les coûts d'exploitation. Le PSNI est unique en ce sens car il est actuellement la seule force à exploiter un avion.
L’aviation policière en Angleterre et au pays de Galles était autrefois une organisation composée de forces travaillant en partenariat. Toutefois, à partir d’avril 2012, elle est progressivement devenue centralisée en tant que National Police Air Service (en). La dernière force à rejoindre cette dernière fut, le Metropolitan Police Service en 2015.

## Opérations
Les unités aériennes sont souvent chargées d'aider à la poursuite de véhicules. L’appui aérien permet aux unités au sol de se désengager et de tenir une distance de sécurité, ce qui rend la poursuite moins dangereuse tout en permettant aux unités au sol d’être en mesure de se rapprocher rapidement sur ordre d’appréhender des suspects. La surveillance aérienne permet également à la police d'anticiper la direction de la poursuite et de positionner les unités au sol devant le suspect pour bloquer les routes ou déployer des herses. Les unités aériennes peuvent également être utilisées pour localiser les personnes disparues.
Les hélicoptères de police sont équipés de trois personnes. un pilote civil et deux officiers navigants tactiques (TFO). Le pilote et un TFO sont assis à l'avant avec un contact visuel avec le sol. Les TFO sont chargés de contrôler les systèmes de caméras, d'enregistrer des images afin de recueillir des preuves devant les tribunaux et de naviguer, notamment en aidant le pilote.
Lors d'un incident, les unités terrestres et aériennes peuvent communiquer directement entre elles à l'aide de l'indicatif d'appel de l'unité.

### Surveillance
La plupart des hélicoptères de police sont équipés d'un boîtier ou d'une nacelle en forme de sphère, généralement située sous le nez de l'aéronef, qui sert à soutenir et à stabiliser deux caméras à l'aide d'un système de stabilisation à gyroscope. Les deux caméras sont une "caméra de jour" standard (une caméra couleur équipée d'un puissant objectif zoom) et une caméra à imagerie thermique, qui permet de détecter la chaleur et est généralement utilisée pendant les heures d'obscurité ou lors de la recherche de personnes en fuite. Les caméras sont normalement connectées à des commandes situées dans la cabine de l'aéronef, qui permettent à l'observateur aérien de les contrôler directement. Ils sont également liés à un système d’enregistrement et à un système de liaison descendante.

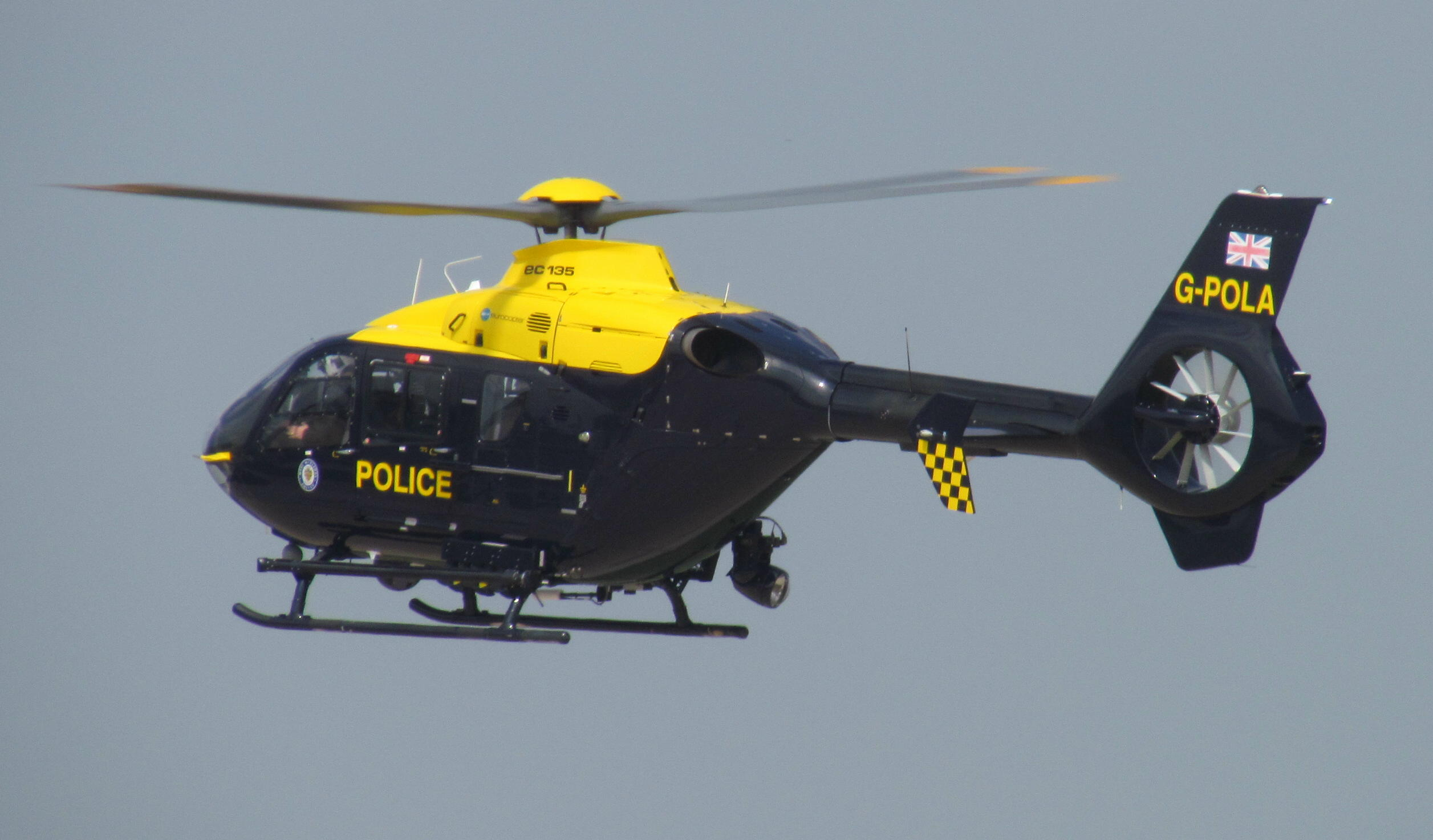
G-POLA Un EC135 du NPAS, anciennement de la.

Les hélicoptères de la Force sont généralement équipés d’un puissant projecteur de recherche «Nightsun» capable d’éclairer une vaste zone.
Le Metropolitan Police Service utiliserait secrètement depuis plusieurs années des appareils Cessna équipés d'un équipement de surveillance capable d'intercepter les appels de téléphone portable et d'écouter les conversations.

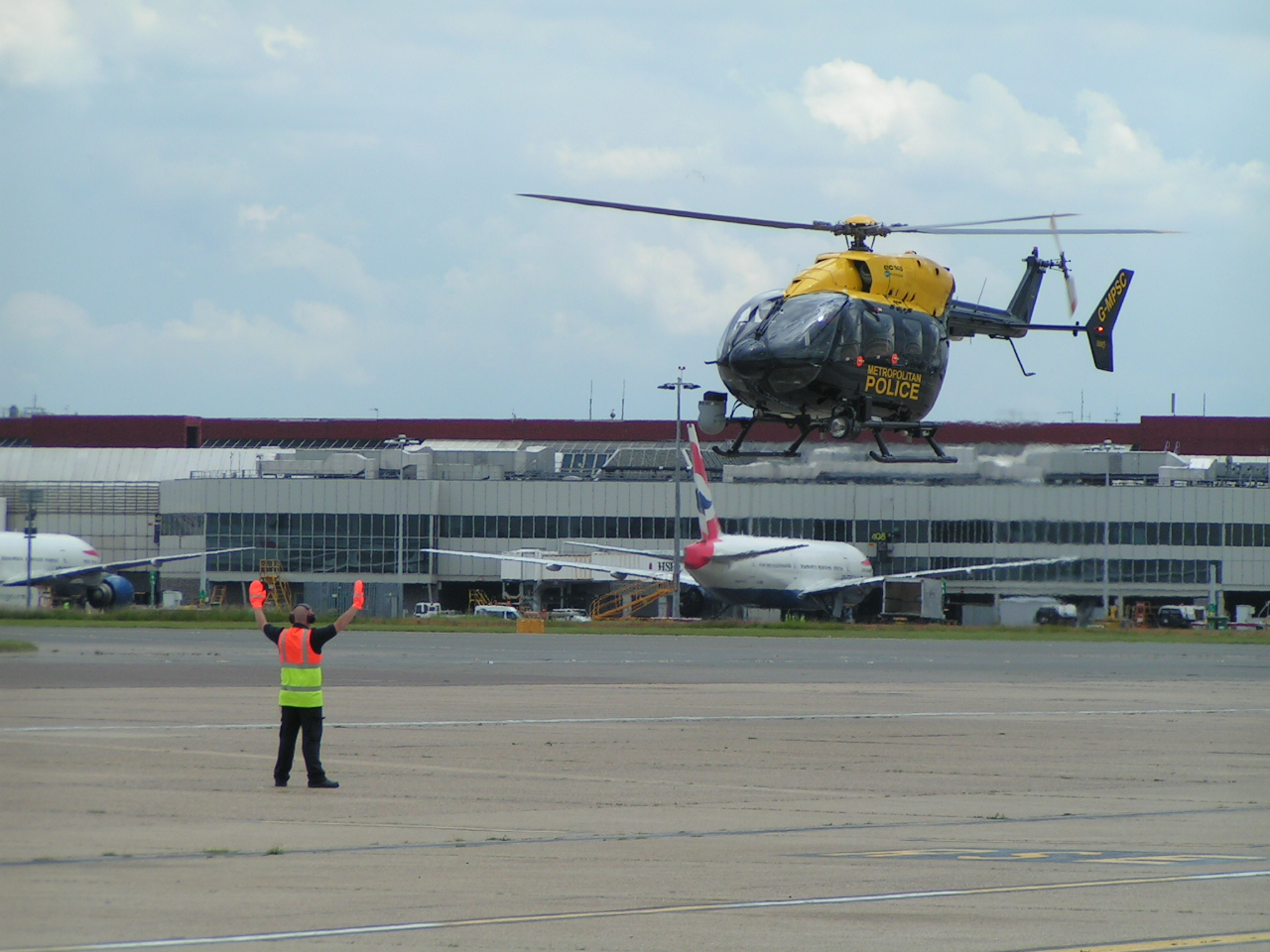
G-MPSC est un EC145 de NPAS London atterrissant à l'aéroport d'Heathrow pour le ravitaillement en carburant

### Drones
En 2010, le Guardian a annoncé que les forces de police et les agences gouvernementales du Royaume-Uni exploraient le potentiel des drones sans pilote pour la surveillance aérienne secrète, la sécurité ou des opérations d'urgence. Ils ont déclaré qu'au moins quatre forces - la police du Merseyside, d'Essex, du Staffordshire et des transports - avaient acheté ou utilisé des microdrones. Les microdrones peuvent être équipés de caméras vidéo, de dispositifs d'imagerie thermique, de détecteurs de rayonnement, de brouilleurs de téléphones portables et de dispositifs d'échantillonnage de l'air. En vol stationnaire à une hauteur d'environ 60 mètres, les fabricants disent qu'ils sont pratiquement invisibles du sol. Les coûts d'exploitation des drones sont considérablement moins élevés que ceux des hélicoptères.

### Navigation
Un membre de l'équipage, généralement un agent de police, occupe le siège arrière de l'hélicoptère. Ce membre d'équipage a pour objectif principal de transmettre des informations cruciales aux unités de police qui se trouvent sur le terrain. En cas de poursuite sur la route, ce membre d’équipage commentera de façon précise l’emplacement exact de la voiture du suspect, en utilisant des cartes papier ou un système de navigation et de cartographie informatisé.

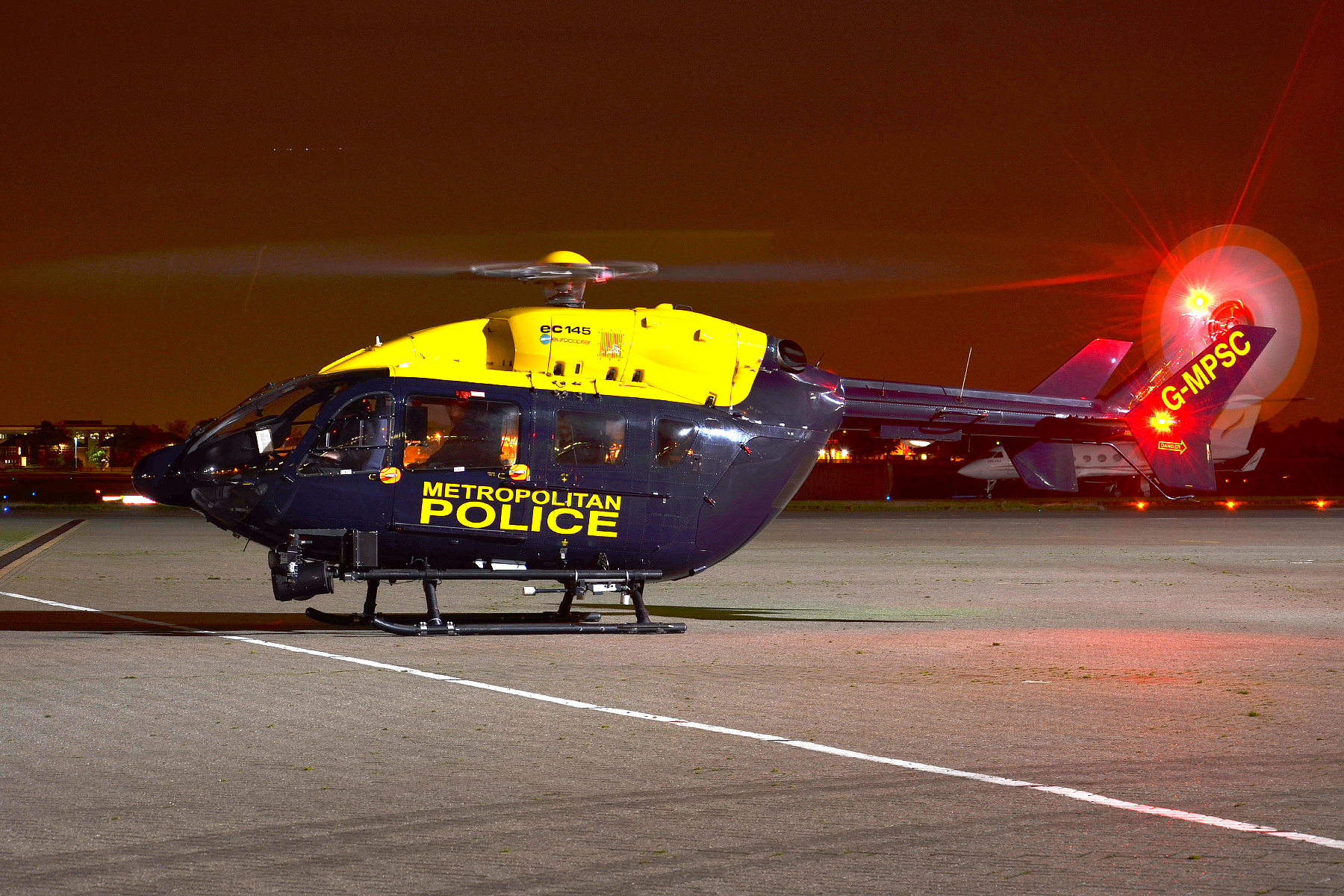
2 des 4 EC145 appartenant au NPAS portent toujours la marque de la Metropolitan Police Service, en raison du coût de les repeindre

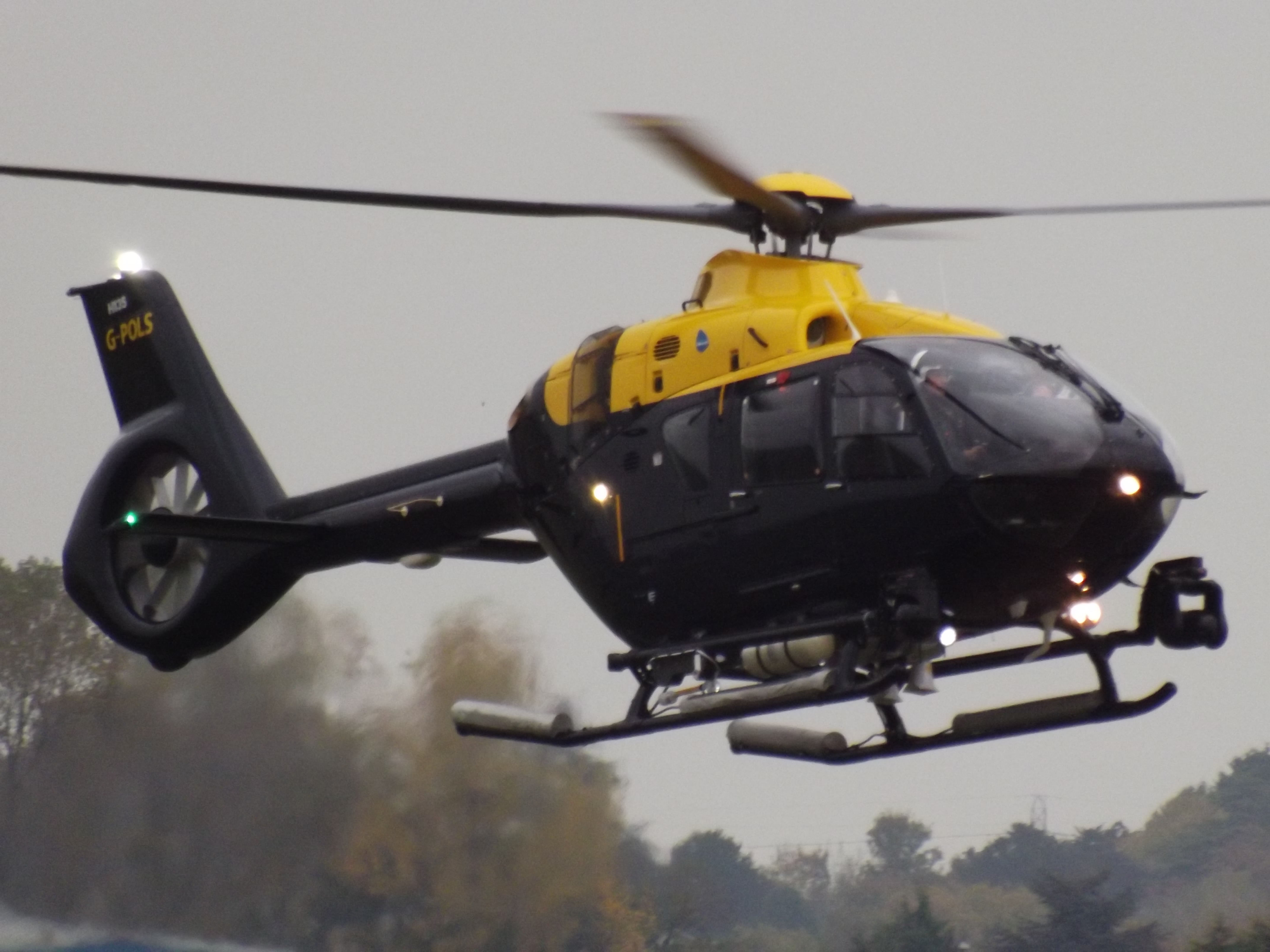
La police écossaise a reçu un nouveau H135 en 2016. Il a ensuite reçu sa livrée.

### Communication
Les hélicoptères de police sont généralement équipés de radios capables de transmettre et de recevoir des communications sur le système radio Airwave TETRA de leur force et des autres forces. Plus récemment, des hélicoptères de police ont été équipés d'un dispositif permettant de transmettre directement des images vidéo en direct au centre de commandement de la force par le biais d'un système de liaison descendante. Le dessous de l'hélicoptère est généralement équipé d'un système de sonorisation appelé "Skyshout".

### CASEVACS

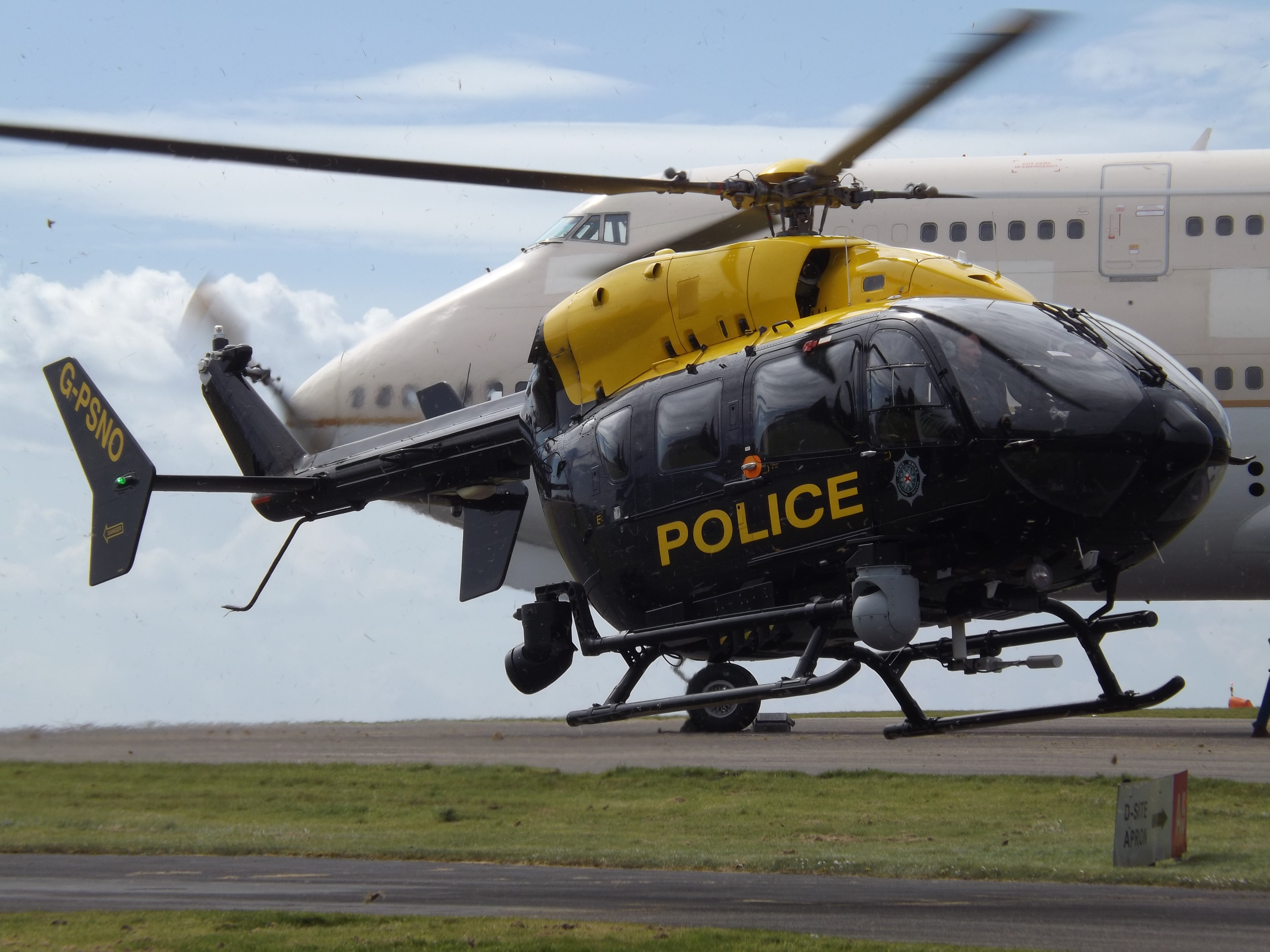
Un des 2 hélicoptères EC145 du PSNI

Dans les situations où un patient est gravement blessé, l'hélicoptère de police peut être amené à assurer le transport aérien d'un patient, directement au meilleur hôpital. Les CASEVACS, ou l'évacuation des blessés, sont rares, mais peuvent être effectués si aucune ambulance HM Coastguard ou Aérienne n'est disponible. Les hélicoptères de la police transportent du matériel de réanimation de base et une civière pour le transport. Un médecin ou un ambulancier paramédical peut voyager avec le patient et le surveiller depuis le siège de secours.

## Incidents
- Le 15 mai 1985, un avion à voilure fixe Edgley Optica, le G-KATY, s'est écrasé, tuant deux membres de l'Hampshire Constabulary (en)[5]. La cause suspectée était un décrochage: une vitesse insuffisante pendant un virage causant une instabilité. La raison de la faible vitesse n'a jamais été établie[6].
- Le 24 janvier 1990, l'hélicoptère G-EYEI, un Bell 206 JetRanger remplaçant l'hélicoptère MBB Bo 105 indisponible de la Strathclyde Police (en) s'est écrasé dans une tempête de neige à Eastwood Toll, Giffnock, Glasgow. Un observateur de la police a été tué, le pilote et deux autres observateurs de la police ont survécu[7],[8].
- Le 9 octobre 1998, l'hélicoptère G-EMAU, un Eurocopter Twin Squirrel exploité par l'unité de soutien aérien des East Midlands s'est écrasé peu après le décollage de sa base de Sulby, près de Welford, dans le Northamptonshire. Un observateur de la police a été tué, le pilote et un autre observateur de la police ont survécu à l'accident[9].
- Le 21 avril 2000, l'hélicoptère G-SAEW, un Eurocopter Twin Squirrel exploité par les unités de soutien aérien du sud et de l'est du pays de Galles a subi une panne de rotor de queue alors qu'il survolait Cardiff et s'est écrasé sur le toit d'une maison dans la région de Coryton. L'équipage de trois personnes et la famille vivant dans la maison sont sains et saufs[10],[11].
- Le 25 décembre 2001, un l'’hélicoptère G-DPPH, un Agusta A109 exploité par l’unité d’appui aérien de Dyfed-Powys a atterri près de Cross Hands, dans le Carmarthenshire, alors que les deux moteurs s’étaient arrêtés pour cause de manque de carburant. Le manque de carburant a résulté d'une pompe à carburant défectueuse et de mesures incorrectes prises pour gérer les arrangements d'alimentation croisée entre les réservoirs de carburant installés sur l'hélicoptère. Le pilote civil et l'un des deux observateurs de la police à bord se sont échappés avec des blessures mineures, le deuxième observateur de la police était indemne[12],[13].
- Le 17 février 2002, l'hélicoptère G-SPAU, un Eurocopter EC135 T1 exploité par la police de Strathclyde s'est écrasé dans un champ à Muirkirk, East Ayrshire, lors de la recherche d'un enfant porté disparu. La cause de l'accident n'a pas été identifiée de manière positive par la Direction des enquêtes sur les accidents d'aviation. Les trois membres d'équipage ont survécu à l'accident avec des blessures ne mettant pas leur vie en danger[14],[15].

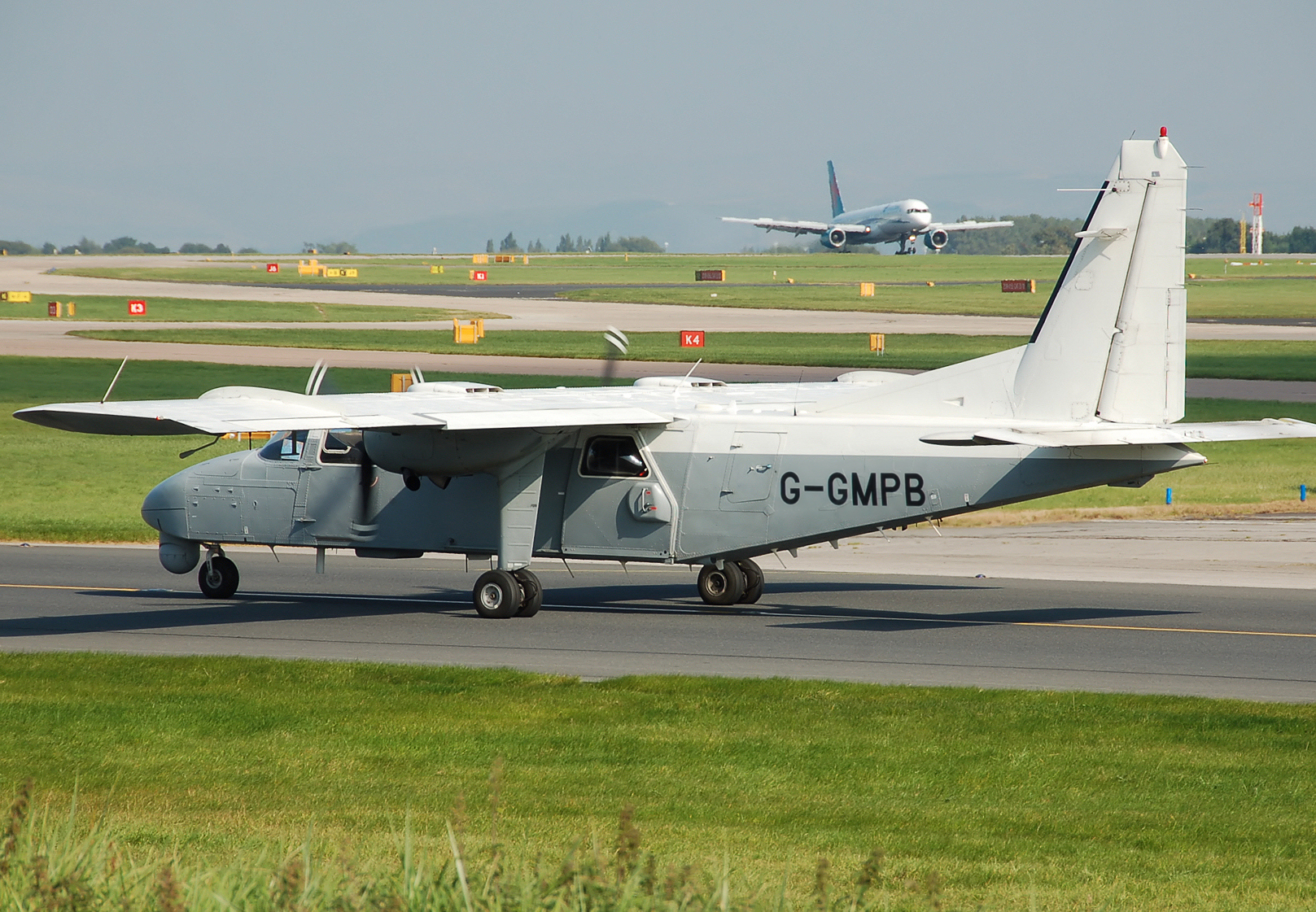
G-GMPB était auparavant au service de la Greater Manchester Police avant de quitter le service au moment où la force rejoint le NPAS

- Le 30 avril 2009, l'hélicoptère G-SURY, un Eurocopter EC135 exploité par l'unité de soutien aérien de la Surrey Police (en) a été endommagé par des vandales. Une hache a été utilisée pour briser cinq fenêtres[16].
- Le 8 juin 2009, l'hélicoptère G-WMAO, un Eurocopter EC135 exploité par l'unité d'opérations aériennes de la West Midlands Police (en) a été détruit par des incendiaires. La police des West Midlands a réceptionné le nouvel hélicoptère G-POLA, un Eurocopter EC-135 au salon aéronautique de Farnborough de 2010[17].
- Le 10 octobre 2009, l'hélicoptère Eurocopter EC-135 G-WXII exploité par le groupe de soutien aérien de la Merseyside Police (en) a été endommagé au sol à sa base de la RAF Woodvale (en). Un véhicule de police a été détruit et trois personnes ont été arrêtées en lien avec l'attaque[18],[19]. L’appareil a été pris pour cible une deuxième fois le 17 mai 2010, lorsque des intrus masqués ont pénétré par effraction dans la RAF Woodvale et ont tenté de mettre le feu à l’appareil. Les intrus ont été arrêtés en raison des améliorations apportées en matière de sécurité après le premier incident, mais quelques dommages mineurs sont survenus[20].
- Le 28 octobre 2010, un hélicoptère Eurocopter AS355 G-SEWP loué par la police d'Irlande du Nord s'est écrasé alors qu'il s'approchait d'un site d'atterrissage au sommet d'une colline. L'hélicoptère était utilisé pour transporter des officiers et du matériel sur le site d'un autre accident d'hélicoptère survenu le 23 octobre 2010. Les quatre passagers (trois officiers de police et un pilote) ont survécu avec des blessures mineures, mais l'appareil a été détruit[21],[22].
- Le 13 juillet 2011, un aéronef à voilure fixe Britten-Norman Islander, le G-BSWR, exploité par le service de police d'Irlande du Nord, a atterri au bord de la piste de l'aéroport international de Belfast, touchant les feux d'approche de la piste. Les dommages ont été découverts après l’atterrissage sur le côté droit du fuselage, de l’hélice et du cône avant. L'équipage n'a pas été blessé[23].
- Le 29 novembre 2013, l'hélicoptère G-SPAO, un Eurocopter T2 + exploité par l'unité de soutien aérien de Police Scotland s'est écrasé sur le toit du pub The Clutha Vaults dans le centre-ville de Glasgow. Les trois membres d'équipage (comprenant deux observateurs de police et un pilote) ont été tués avec sept personnes au sol[24].

## Liste des unités navigantes de la police
Vous trouverez ci-dessous une liste des unités navigantes de la police du Royaume-Uni et des forces ou zones auxquelles elles sont affectées.
| Unité navigante                                     | Forces soutenues                                    | Indicatif radio (police)                                                            | Indicatif radio (trafic aérien) | Appareils                                 |
| --------------------------------------------------- | --------------------------------------------------- | ----------------------------------------------------------------------------------- | --- | ----------------------------------------- |
| National Police Air Service (en)                    | Forces de police en Angleterre et au pays de Galles | NPAS XX XX = 21, 16, 51, 13, 45, 31, 33, 43, 44, 22, 54, 61, 62, 63, 63, 32, 15, 47 | Police 40, Police 28, Police 09, Police 01, Police 42, Police 10, Police 06, Police 03, Police 04, Police 381, Police 382, Police 12, Police 22, Police 13, Police 151, Police 152, Police 19, Police 21, Police 24, Police 251, Police 252, Police 253, Police 08, Police 29, Police 32, Police 33, Police 35, Police 41, Police 43 | EC 135,, EC 145                           |
| Police Service of Northern Ireland Air Support Unit | Service de police d'Irlande du Nord                 | Police 441, Police 442, Police 443, Scout 1                                         | Police 441, Police 442, Police 443, Scout 1 | EC 135, EC145, Britten-Norman Defender's, |
| Police Scotland Air Support Unit                    | Police Scotland                                     | SP70                                                                                | Police 51 | EC 135                                    |